# Ремагенска битка
Ремагенската битка проведена по време на съюзническото нашествие в Германия води до неочакваното превземане на моста Лудендорф над Рейн. След преодоляване на линията „Зигфрид“, 9-а бронетанкова дивизия от 1-ва армия на САЩ напредва неочаквано бързо към Рейн. Те са изненадани, когато виждат един от последните мостове над Рейн непокътнат. Германците са минирали моста с около 2800 kg експлозиви, но когато се опитват да го взривят, само част от тях се взривяват. Американските сили превземат моста и бързо разширяват плацдарма над Рейн, две седмици преди щателно планираната Операция „Плъндър“ на фелдмаршал Бърнард Монтгомъри. Това не позволява на германците да се прегрупират на изток от Рейн и да затвърдят позициите си.
По време на битката за контрол над моста Лудендорф американските и германските сили използват нови оръжия и тактики. През следващите 10 дни, след превземането му на 7 март 1945 г., германците използват практически всяко оръжие, с което разполагат, в опит да разрушат моста. Това включва пехота и броня, гаубици, минохвъргачки, плаващи мини, минирани лодки, железопътно оръдие и гигантската 600 mm супер тежка минохвъргачка Карл-Герат. Срещу моста са използвани и новите турбореактивни бомбардировачи Arado Ar 234 Blitz. За да защитят моста от самолети, американците разполагат в района най-голямата концентрация на противовъздушните оръжия през Втората световна война. Американците преброяват 367 различни немски самолета на Луфтвафе, които атакуват моста през следващите 10 дни. По американски оценки са свалени близо 30% от самолетите. Германската въздушна офанзива се проваля.
На 14 март Адолф Хитлер нарежда на генерал Ханс Камлер от СС да изстреля ракети Фау-2 за унищожаване на моста. За пръв път тези ракетите са използвани срещу тактическа цел и това е единствения път, когато те са изстреляни по немска цел. 11-те изстреляни ракети убиват шестима американци и известен брой германски граждани в близките градове, но нито една не попада по-близо от около 500 метра от моста. Германците изпращат отряд от седем военноморски сапьори водолази използващи италиански подводни дихателни апарати, но американците са готови. За пръв път в тази битката те разполагат секретни мощни прожектори монтирани върху танкове, с чиято помощ са убити или пленени германските водолази.
Съюзниците успяват да транспортират пет дивизии през Рейн в Рур, индустриалното сърце на Германия. Мостът се срутва в 15:00 на 17 март, при което загиват 33 американски инженери и са ранени 63. Към този момент инженери на американската армия вече са завършили изграждането на стоманен мост и тежкотоварен понтонен мост, последвани от мост Бейли над Рейн. Над 25 000 войници преминават в Германия, преди американците да успеят пробият защитната линия край плацдарма на 25 март 1945 г.
Немски и американски военни смятат, че превземането на моста съкращава войната, но някои германски генерали оспорват това. Мостът Лудендорф не е възстановен след Втората световна война.